# مقدم (رتبة عسكرية)
مُقَدَّم هي رتبة عسكرية من رتب الجيش والشرطة، فوق الرائد ودون العقيد، شعار هذه الرتبة هو عقاب ذهبي ونجمة على كلا الكتفين.
كانت معروفة في العصر العباسي باسم «مقدم المعسكر». وفي عصر المماليك، عُرفت بمُقدم ألف، لكون صاحبها في مقدمة ألف من المقاتلين والمقدم، هو الآمر الذي يتقدم الطليعة من الجيش. وفي مصر قديماً (المملكة المصرية) اسموها بكباشي وهي التسمية التركية في ذلك الوقت.

## معرض الصور

رتبة مقدم القوات المسلحة الاماراتية

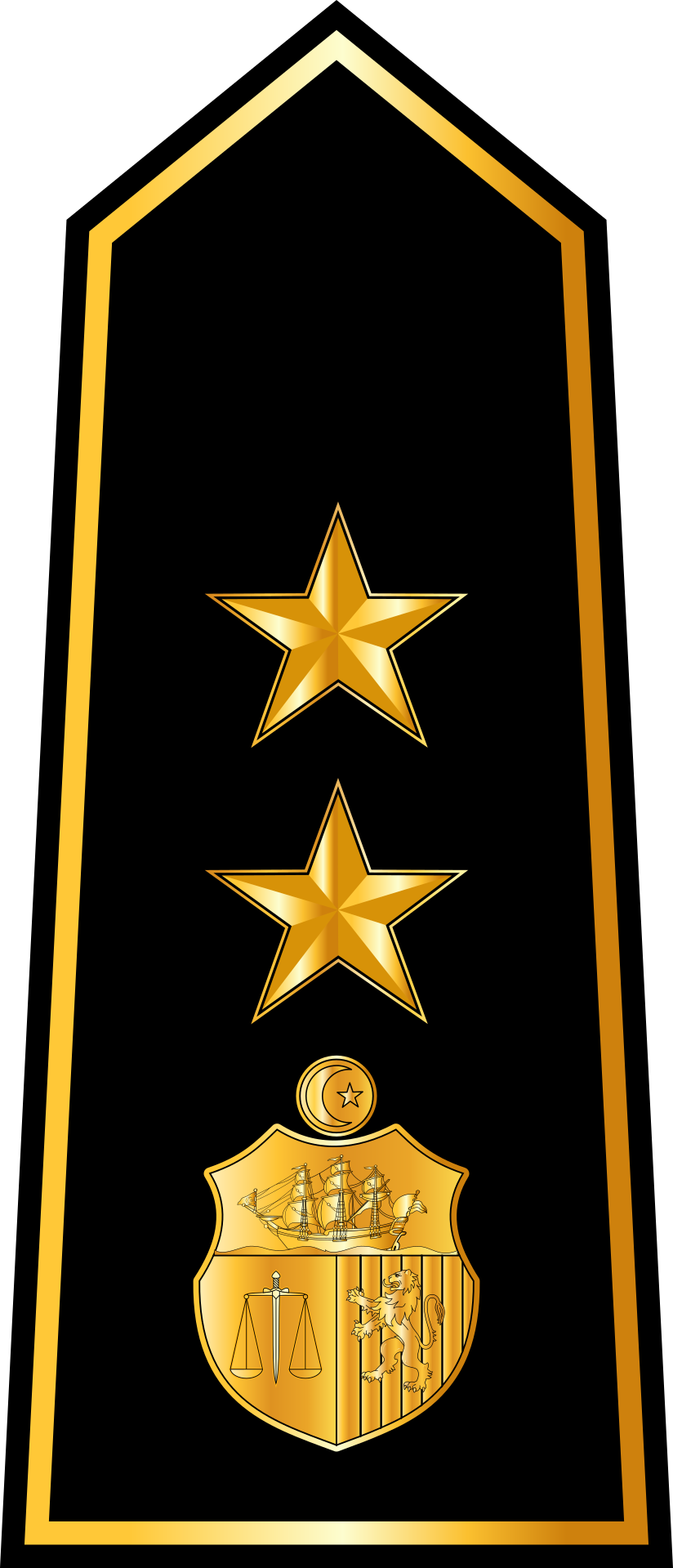
رتبة مقدم القوات البرية التونسية

رتبة مقدم القوات البرية المصرية

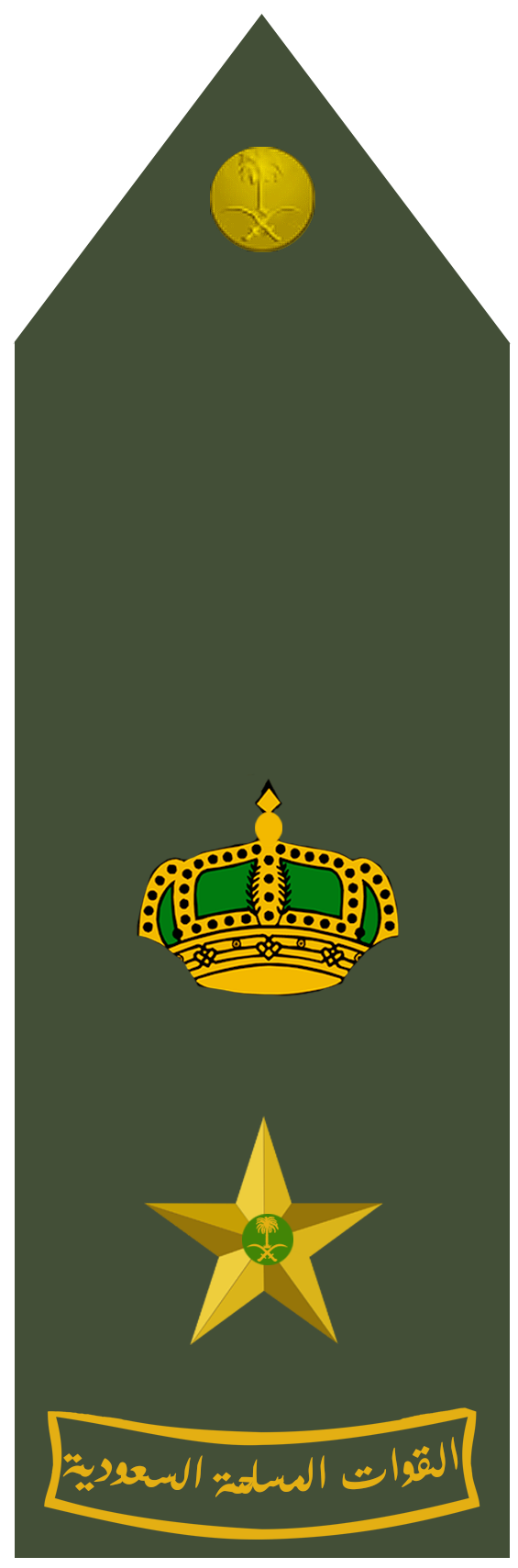
رتبة مقدم القوات البرية السعودية

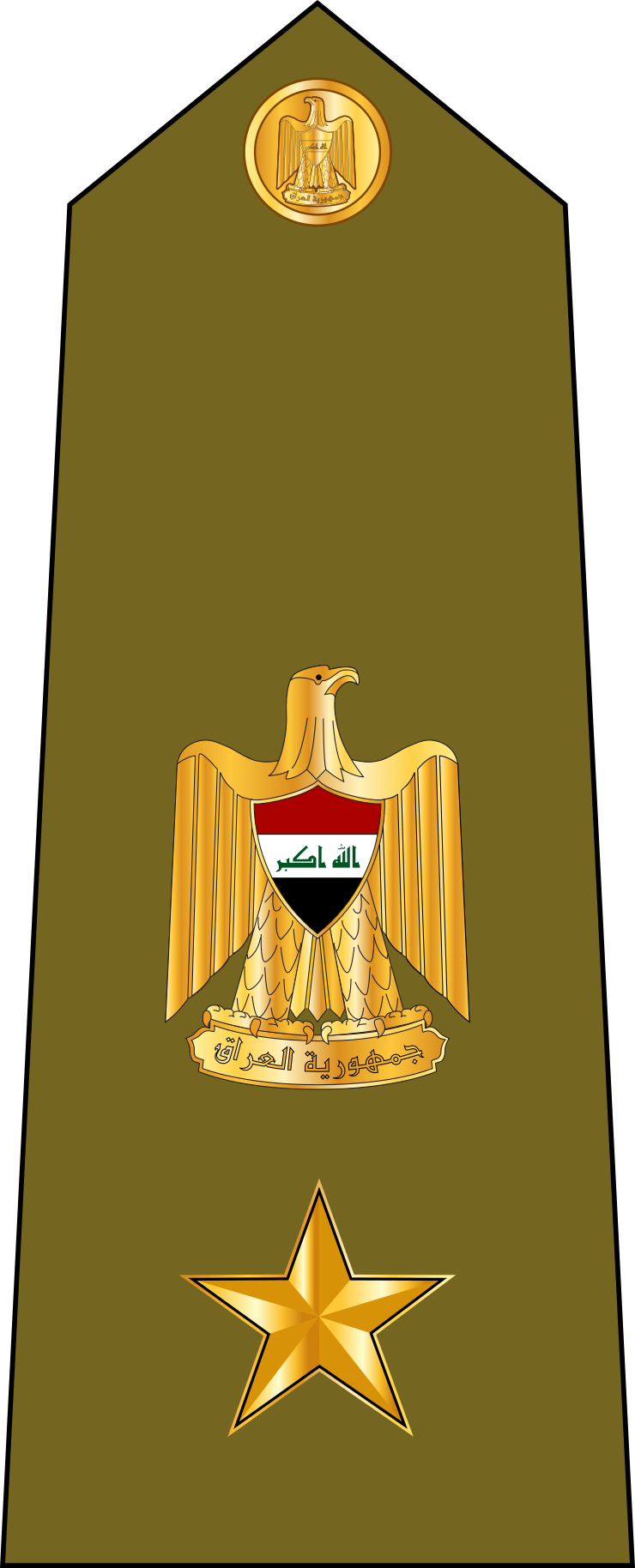
رتبة مقدم القوات البرية العراقية

رتبة مقدم القوات البرية السورية